# Commonwealth Mountain
Commonwealth Mountain är ett berg i Kanada.   Det ligger i territoriet Nunavut, i den nordöstra delen av landet, 4 100 km norr om huvudstaden Ottawa. Toppen på Commonwealth Mountain är 2 269 meter över havet.
Terrängen runt Commonwealth Mountain är kuperad åt nordväst, men åt sydost är den bergig.Trakten runt Commonwealth Mountain är nära nog obefolkad, med mindre än två invånare per kvadratkilometer.. Det finns inga samhällen i närheten.
Trakten runt Commonwealth Mountain är permanent täckt av is och snö.